# Европейска конституция
Конституцията за Европа, наричана неофициално Европейска конституция и официално Договор, установяващ Конституция за Европа (на английски: Treaty establishing a Constitution for Europe), е неуспешен договор, целящ създаването на конституция на Европейския съюз.
Той е подписан през 2004 г. от представители на всички държави членки на Съюза, но е отхвърлен след два неуспешни референдума за неговото ратифициране във Франция и Нидерландия. Ако е била приета, Конституцията е щяла да влезе в сила на 1 ноември 2006 г.

## История

### Проектодоговор
Европейската конституция има за цел да кодифицира двата основни договора на Европейския съюз – Договора от Рим от 1957 г. и Договора от Маастрихт от 1992 г., изменени с Договора от Амстердам (1997) и Договора от Ница (2001). Смята се, че дебатът за бъдещето на Европа започва от реч на германския външен министър Йошка Фишер в Берлин през 2000 г. Процесът започва след Декларацията от Лаакен, когато е създаден Европейският конвент с председател бившият френски президент Валери Жискар д'Естен, чиято цел е да създаде проект за конституция. Проектодоговорът е публикуван през юли 2003 г. След дълги обсъждания и спорове около предложението за гласуване с квалифицирано мнозинство, финалният текст е одобрен през юни 2004 г. и подписан от представители на страните-членки на 29 октомври 2004 г.

### Ратификация
Отначало се очаква, че всички страни ще ратифицират договора на ниво парламент, където той да мине безпроблемно, предвид подкрепата на всички управляващи правителства и одобрението на мнозинството от Европейския парламент. Първата държава, която изпробва подкрепата на обществото е Испания, където на 20 февруари 2005 договорът е подкрепен чрез референдум от близо 77% от гласувалите (42%). Изненадващо британският министър-председател Тони Блеър също обещава провеждането на референдум. До такъв обаче не стига, защото договорът е отхвърлен във Франция на 29 май и в Холандия на 1 юни 2005 г. Общо договорът е ратифициран от 18 страни-членки (включително от България и Румъния, които по това време са кандидат-членки), отхвърлен е от 2, а 7 други са отложили процеса на ратифициране за неопределен период.

### Дебат за бъдещето на конституцията
Провалът на договора във Франция и Холандия е сериозен удар за Европейския съюз, защото тези две страни са смятани за отдадени поддръжници на европейския проект. Впоследствие текстът на договора е пренаписан от Групата Амато (по името на бившия министър-председател на Италия Джулиано Амато), официално Активен комитет за европейска демокрация (ACED), група от високопоставени европейски политици. По време на немското председателство на Съюза е предложен нов договор – Договор от Лисабон – който да замени първоначалния проект за Конституция.
На 12 юни 2008 Лисабонският договор също е отхвърлен на референдум в Ирландия.

## Структура на Договора за Конституция
Договорът за Конституция на ЕС се състои от четири части с еднаква важност. Той започва с Преамбюл с позоваване на историята и наследството на Европа и с решимостта ѝ да преодолее различията. Следват:
- Част I, посветена на принципите, целите и институциите на реформирания Европейски съюз
- Част II, състояща се от Европейската харта за основните права
- Част III с разпоредби за управление на политиките и функционирането на Съюза. Описани са вътрешните и външните политики на Съюза, включително правилата на вътрешния пазар, икономическия и валутен съюз, установяването на пространство на свобода, сигурност и правосъдие, общата външна политика и политиката на сигурност и функционирането на институциите.
- Част IV съдържа общи и заключителни разпоредби, включително влизането в сила и процедурата за ревизиране на Конституцията, както и отмяната на предишните договори.

Към Конституцията са приложени определен брой протоколи, сред които Протокол за ролята на националните парламенти в Европейския съюз, Протокол за прилагането на принципа на субсидиарността и пропорционалността, Протокол за еврогрупата, Протокол за изменение на договора за ЕВРАТОМ, Протокол за преходните разпоредби, засягащи институциите и останалите органи на Съюза.
В добавка към Заключителния акт на Конституцията са приложени голям брой декларации.